# Лопатницы
Лопатницы, или лягушки-водоносы (лат. Cyclorana) — традиционно выделяемый род бесхвостых земноводных из семейства квакш, обитающих в Австралии.

## Описание
Представляют собой крепко сложенных наземных или водных лягушек с сильными ногами. У взрослых особей череп без лоботеменного отверстия. На сошнике, в основном между хоанами, имеются зубы. Язык крупный, овальной формы. Зрачки горизонтальные. Барабанная перепонка хорошо заметна у всех видов, кроме округлой лопатницы. Кончики пальцев передних ног без дисков. Первый палец передней конечности противопоставлен остальным. Задние конечности с перепонкой.

## Распространение
Встречаются на большей части Австралии.

## Таксономия
Род был описан австрийским герпетологом Францем Штейндахнером по сборам из континентальной части Австралии к северу от Сиднея.
В состав рода включают 14 видов:
- Cyclorana alboguttata (Günther, 1867) — Роющая лопатница
- Cyclorana australis (Gray, 1842) — Южная лягушка-водонос, или большеголовая лопатница, или австралийская руколапая лягушка
- Cyclorana brevipes (Peters, 1871) — Желтоватая лопатница
- Cyclorana cryptotis Tyler & Martin, 1977 — Округлая лопатница
- Cyclorana cultripes Parker, 1940 — Блеющая лопатница
- Cyclorana longipes Tyler & Martin, 1977 — Бычья лопатница
- Cyclorana maculosa Tyler & Martin, 1977 — Пятнистая лопатница
- Cyclorana maini Tyler & Martin, 1977 — лопатница Мэна
- Cyclorana manya Beurden et McDonald, 1980 — Квинслендская лопатница
- Cyclorana novaehollandiae Steindachner, 1867 — Новоголландская лопатница
- Cyclorana occidentalis Anstis, Price, Roberts, Catalano, Hines, Doughty & Donnellan, 2016
- Cyclorana platycephala (Günther, 1873) — Плоскоголовая лопатница, или плоскоголовая руколапая лягушка, или пустынная австралийская жаба
- Cyclorana vagitus Tyler, Davies & Martin, 1981 — Плачущая лопатница
- Cyclorana verrucosa Tyler & Martin, 1977 — Бугорчатая лопатница

Тем не менее, некоторыми исследователями род рассматривается как младший синоним рода Ranoidea.
- Южная лягушка-водонос
- Желтоватая лопатница
- Бугорчатая лопатница